# Pierre César Dery
Pour les articles homonymes, voir Déry.
Pierre César Dery, né le 2 février 1768 à Saint-Pierre de la Martinique et mort le 18 octobre 1812 durant la campagne de Russie, est un général de brigade du Premier Empire.

## Dans la marine
Pierre César Dery commence sa carrière militaire dans la marine le 4 mars 1780, à l'âge de douze ans, en qualité de pilote à bord de la frégate L'Iphigénie. Le 6 juillet 1781, il passe comme garde-marine surnuméraire sur la corvette l'Élise. Il prend part à la guerre en Amérique jusqu'en 1783 et est fait prisonnier sur ce même navire le 13 septembre 1782, avant d'être échangé quelque temps plus tard. Le 17 juillet 1786, la marine le réforme.

### Au sein des chasseurs à cheval
Il décide alors de continuer à servir non plus sur mer, mais sur terre, et il opte pour la cavalerie. Le 8 octobre 1788, Pierre-César Dery s'engage dans les chasseurs à cheval de Champagne — dont le régiment devient, le 1er avril 1792, le 12e chasseurs à cheval. Il monte assez rapidement en grade. Le 8 octobre 1791, il est brigadier-fourrier et entre 1792 et 1794, il sert à l'armée du Nord et devient maréchal des logis le 1er janvier 1793. Le 7 mars 1793, il est blessé de deux coups de sabre au combat de Saint-Trond et passe sous-lieutenant le 1er juillet. Le 19 février 1794, il est nommé lieutenant et est de nouveau blessé de deux coups de sabre à bataille de Fleurus le 26 juin. Le 2 juillet suivant, il passe à l'armée de Sambre-et-Meuse et le 2 novembre, il s'illustre au combat de la Katzbach en prenant deux canons.
En 1800, il se bat en Souabe, puis en Italie, et il est blessé à plusieurs reprises. Le 20 floréal an VIII, il s'empare de vive force d'un convoi de 180 voitures, et le 3 prairial, il arrête pendant quatre heures, à la tête de quelques hommes seulement, 2 000 cavaliers qui se dirigent sur Tortone, les charge dix fois et leur enlève sept hommes. Blessé d'un coup de feu et fait prisonnier lors de la bataille de Marengo le 14 juin 1800, il est libéré dès le lendemain de la convention d'Alexandrie et est promu capitaine au 12e chasseurs à cheval. Il est nommé capitaine le 5e jour complémentaire an IX, passe à l'emploi d'adjudant-major le 22 ventôse an X, et est nommé, le 26 frimaire an XII, membre de la Légion d'honneur.

### Aide de camp de Murat
Le 12 août 1805, Dery devient aide de camp du maréchal Joachim Murat et, à ce titre, effectue toutes les campagnes de la Grande Armée en Autriche, en Prusse et en Pologne. Le 10 février 1806, tout en conservant ses fonctions d'aide de camp auprès de Murat, il est nommé chef d'escadron. À la tête de chasseurs à cheval ou de hussards, on le retrouve dans de nombreuses charges, notamment à Schleiz le 9 octobre 1806 et à Wolgast le 1er novembre. Le 30 décembre de la même année, il est colonel du 5e hussards et est versé dans la division Lasalle. Il est à Waltersdorf le 4 février 1807, où il est blessé en chargeant l'ennemi à la tête de son régiment, et à Heilsberg le 10 juin où il est blessé à nouveau. À partir du 12 octobre 1808, il sert en Allemagne dans la brigade Pajol et le 20 septembre 1809, il est promu général de brigade au service du royaume de Naples.

### Tué au combat
Il ne réintègre l'armée française que le 6 août 1811 avec le grade de général de brigade. Auparavant, le 3 mai 1810, il a été créé baron de l'Empire. Pendant la campagne de Russie en 1812, il est encore à la tête d'unités de cavalerie légère et sert sous le général Sébastiani. Il est encore une fois blessé au cours de la bataille d'Ostrovno le 26 juillet 1812, et meurt au cours de la retraite de Russie le 18 octobre 1812 pendant la bataille de Winkowo, en chargeant une troupe de cosaques.
Le nom du général Dery est inscrit sur le côté Est de l'arc de triomphe de l'Étoile à Paris.